# Guenna
Guenna, guennaku – najwyższy funkcjonariusz administracji państwowej w Babilonii w okresie kasyckim (1595-1157 p.n.e.). Rezydował na stałe w Nippur, do jego kompetencji należał nadzór nad całym systemem podatkowym i namiestnikami wszystkich pihatu w centralnej części kraju. Urząd ten był najprawdopodobniej dziedziczny, a pełniące go osoby często działały nie tylko w sferze administracji ale także m.in. kontaktów międzynarodowych. Termin pochodzi z języka sumeryjskiego, tłumaczony jest zwykle jako wezyr.